# Долнє Ретє
Долнє Ретє (словен. Dolnje Retje) — поселення в общині Велике Лаще, Осреднєсловенський регіон, Словенія. 
Висота над рівнем моря: 575,5 м.

## Відомі люди
- Фран Левстік (1831—1887) — словенський письменник, філолог, громадський діяч.